# District d'Akan
Pour les articles homonymes, voir Akan.
Le district d'Akan (阿寒郡, Akan-gun) est un district de la sous-préfecture de Kushiro sur l'île de Hokkaidō au Japon.
En 2015, la population du district est estimée à 2 513 habitants pour une densité de 4,39 personnes par km². La superficie totale est de 571,8 km2.

## Village du district
- Tsurui